# Katarzyna Klata
Katarzyna Klata (* 18. Oktober 1972 in Sochaczew) ist eine ehemalige polnische Bogenschützin.

## Karriere
Katarzyna Klata sicherte sich bei den Olympischen Spielen in Atlanta ihre erste internationale Medaille. Im Einzel erzielte sie in der Platzierungsrunde 639 Punkte und gewann in der Ausscheidungsrunde ihre erste Partie gegen Khatuna Lorig mit 152:148. In der darauffolgenden zweiten Runde unterlag sie Olena Sadownytscha mit 151:158 und schied damit aus. Mit der Mannschaft gelang ihr nach Siegen über Russland und die Ukraine der Halbfinaleinzug, wo sie gemeinsam mit Iwona Dzięcioł und Joanna Nowicka gegen Südkorea mit 237 zu 245 unterlag. Im Duell um die Bronzemedaille setzten sie sich anschließend jedoch gegen die türkische Mannschaft mit 244 zu 239 durch und belegten so den dritten Platz. Für diesen Erfolg erhielt sie wie ihre Mannschaftskolleginnen das Silberne Verdienstkreuz der Republik Polen.
Sowohl 1996 als auch 1999 wurde sie polnische Meisterin im Einzel. 1998 gewann sie bei den Hallen-Europameisterschaften in Oldenburg die Silbermedaille. Zwei Jahre zuvor hatte sie als Vierte einen Medaillengewinn noch knapp verpasst.